# كولين بيتشفورك
كولين بيتشفورك (بالإنجليزية: Colin Pitchfork)‏ (23 مارس 1960) هو بريطاني مُدانٌ بالقتل والاغتصاب، وهو أول شخص يُدان بالقتل بناءً على أدلة من بصمة وراثية للدنا وأول من يتم القبض عليه نتيجة تحر جموعي للدنا. اغتصب بيتشفورك وقتل فتاتين في ليسترشير الأولى اسمها ليندا مان في ناربوروغ بتاريخ 21 نوفمبر 1983، والثانية اسمها دون أشورث في 31 يوليو 1986 بأندربي. تم اعتقاله في 19 سبتمبر 1987 وحكم عليه بالسجن المؤبد في 22 يناير 1988 بعد اعترافه بكلا الجريمتين.

## الجرائم
في 21 نوفمبر 1983، غادرت فتاة اسمها ليندا مان (Lynda Mann) عمرها 15 سنة منزلها لزيارة منزل أحد صديقاتها ولكنها لم تعد. في اليوم الموالي وُجدت مغتصبة ومقتولة خنقا في ممر مشاة مهجور يعرف محليا بـ بلاك باد. باستخدام تقنيات علم الأدلة الجنائية المتوفرة في ذلك الوقت، ربطت الشرطة عينة مني ماخوذة من جسدها بشخص فصيلة دمه A وهي تقنية إنزيمية طابقت 10% من الذكور فقط. ومن دون خيوط أو دلائل أخرى تركت القضية مفتوحة.
في 31 يوليو 1986، أخذت فتاة أخرى عمرها 15 سنة اسمها دون أشوورث (Dawn Ashworth) طريقا مختصرا بدل طريقها المعتاد للمنزل، وبعد يومين تم العثور على جثتها في منطقة غابية بالقرب من ممر مشاة يسمى تين باون دلاين، وقد تم ضربها واغتصابها بشدة وخنقها حتى الموت. طابق الأسلوب الإجرامي أسلوب الجريمة الأولى وأظهرت عينات المني نفس فصيلة الدم
كان المشتبه به الرئيسي هو ريتشارد باكلاند فتى في الـ17 من عمره يعاني من صعوبات في التعلم، والذي أظهر علما بمكان جسد أشوورث واعترف بالجريمة أثناء الاستجواب، لكن رفض الاعتراف بالجريمة الأولى.

### البصمة الوراثية
في 1985 طور أليك جيفريز وهو عالم جينات باحث في جامعة لستر لأول مرة تقنية البصمة الوراثية رفقة جيل ودايف ويريت من مصلحة الأدلة الجنائية (FSS). وعلق جيل قائلا: «كنت مسؤولا على تطوير جميع تقنيات استخلاص الدنا وإثبات أنه كان من الممكن الحصول على بروفيلات من الدنا من البقع القديمة. والاإنجاز الأكبر كان تطوير طريقة الاستخلاص التفضيلي لفصل النطاف عن الخلايا المهبلية، ومن دون هذه الطريقة كان سيكون من الصعب استخدام الدنا في قضايا الاغتصاب.»
باستخدام هذه التقنية، قارن جيفريز عينات منيٍ من كلا ضحيتي الجريمتين بعينة دم من باكلاند وأثبت بشكل قاطع أن كلا الفتاتين قُتلتا بواسطة نفس الشخص إلا أنه ليس باكلاند، وأصبح باكلاند أول شخص تتم تبرئته بواصطة البصمة الوراثية.
قال جيفريز لاحقا: «لا يوجد لدي أي شك بأن باكلاند كانت ستتم إدانته لولا دليل الدنا، وذلك حدث رائع»
بعد ذلك قامت شرطة ليسترشير ومصلحة علم الأدلة الجنائية بإجراء تحقيق شمل أكثر من 5500 رجل محلي تم طلب عينات دمائهم ولعابهم، واستغرق ذلك ستة أشهر ولم يتم العثور على تطابق.